# Садику, Рамиз
Рамиз Садику (алб. Ramiz Sadiku; 19 января 1915, Печ — 10 апреля 1943, Ландовица, Призрен) — югославский и албанский деятель партизанского антифашистского движения, один из организаторов антифашистского сопротивления в Косово во время Народно-освободительной войны Югославии.  Народный Герой Югославии и Народный герой Албании.

## Биография

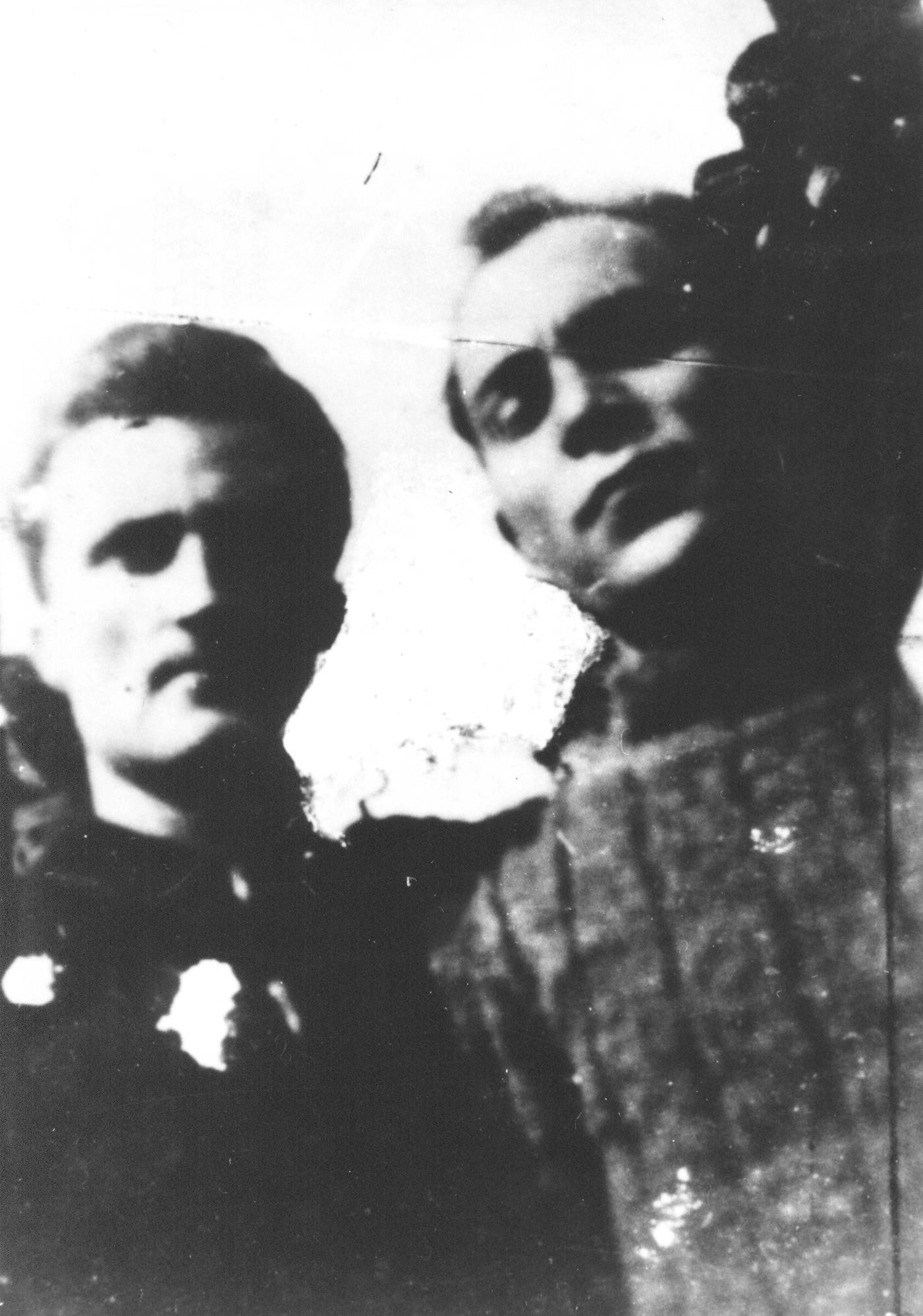
Рамиз Садику (слева) и Боро Вукмирович (справа)

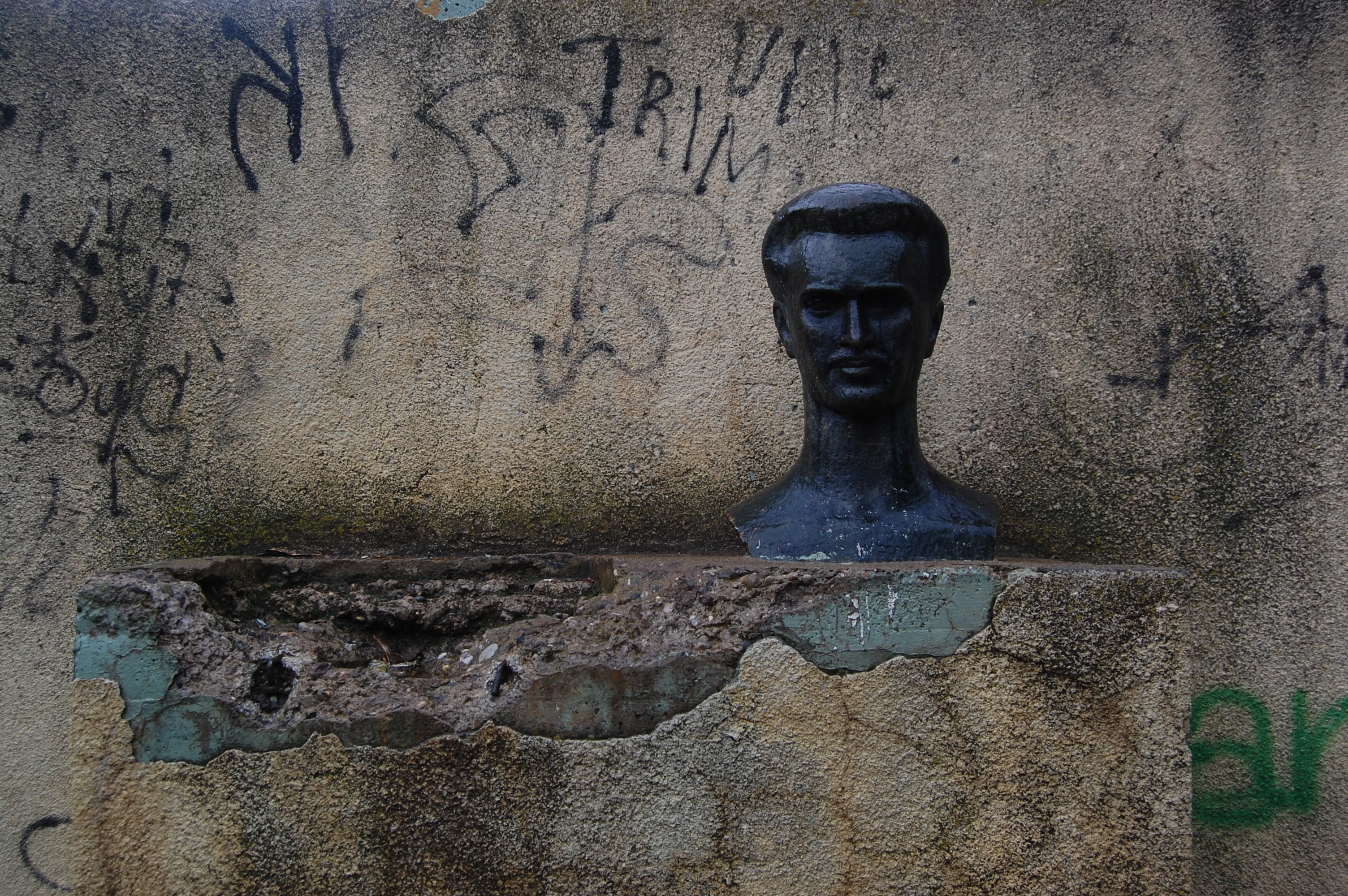
Бюст Рамиза Садику в Приштине. Слева до 1999 года был бюст Боро Вукмировича, снесённый косовскими сепаратистами

Родился 19 января 1915 года в Пече. Окончил там начальную школу и гимназию, позже поступил в Белградский университет на юридический факультет. Будучи учеником Печской гимназии, вступил в революционное молодёжное движение. В 1931 году основал спортивный клуб «Будучност», в котором занималась революционная молодёжь. После закрытия клуба и запрета на его деятельность Рамиз был арестован и провёл 10 лет в тюрьме «за чтение книг русских писателей». С 1933 года — член Союза коммунистической молодёжи Югославии, с 1936 года — член Коммунистической партии Югославии. Член Бюро окружного комитета КПЮ в Косово и Метохии.
В 1938 году в Косово и Метохии коммунистическая партия составила так называемый «Призыв» (серб. Проглас), в котором обращалась к властям с признанием гражданских прав и свобод косовских албанцев равными правам других народов Югославии. Подписи под «Призывом» поставили 69 студентов и членов Союза коммунистической молодёжи Югославии, призывая власти также прекратить выселение албанцев и конфискацию их земель, а также предоставить автономию Косово. Среди подписавшихся был и Рамиз. Это письмо позднее было отправлено в Лигу наций.
В 1939 году Албания была оккупирована Италией, и окружной комитет КПЮ в Косово и Метохии откликнулся на просьбы албанского сопротивления против итальянской оккупации, начав организовывать специальные группы, заниматься обучением албанцев и печатать листовки против итальянской оккупации. Однако югославская полиция конфисковала с десяток книг и листовок, после чего нашла подпольную типографию и арестовала ряд коммунистов. Среди арестованных был и Рамиз Садику. Он пробыл два месяца в печально известной тюрьме Шерехмет-кула в Пече, а затем был отправлен в Аду Циганлию. После Садику перевезли в Печ, где тот предстал перед судом. Прокурор требовал приговорить Садику к смерти, однако суд не нашёл доказательств вины и полностью оправдал Садику. Тот вынужден был вскоре отправиться служить в Югославскую королевскую армию, бросив учёбу на 3-м курсе Белградского университета.
Рамиз Садику встретил Апрельскую войну в 42-м пехотном полку в Бьеловаре. Его батальон вёл бои против вермахта у Дарувара. Рамиз попал в плен и был отправлен в лагерь военнопленных, однако помощь коммунистов Бьеловара позволила ему сбежать из плена и вернуться в Печ. Рамиз перешёл на нелегальное положение, поскольку боялся попасть в руки итальянской полиции. Он сотрудничал с Бюро окружного комитета КПЮ в Косово и Метохии и заявлял о готовности стать во главе комитета в связи с тем, что почти все его руководители ушли в Черногорию. В июле 1942 года Садику был перехвачен во время выполнения партийного задания в Пече и брошен в Шеремет-колу, где отказался выдавать своих товарищей по подполью. В сентябре его перевели в тюрьму в Тиране, откуда он благодаря помощи отряда албанских коммунистов во главе с Кочей Джодже сбежал и вернулся в Косово и Метохию. Там он возглавил Главный штаб народно-освободительных партизанских отрядов Косово и Метохии.
В апреле 1943 года вместе с Боро Вукмировичем Рамиз Садику находился в Джаковице. Поскольку член ЦК КПЮ и Верховного штаба НОАЮ Светозар Вукманович отправился в Призрен, Рамиз и Боро последовали за ним. 7 апреля у села Ландовица (7 км до Призрена) их атаковали из засады итальянцы и албанские коллаборационисты, схватив обоих в плен. Вукмировича и Садику подвергли пыткам как руководителей партизанского движения, требуя от них выдать всех своих подчинённых и угрожая смертью в случае отказа. Вукмирович и Садику отказались кого-либо выдавать и 10 апреля 1943 года были расстреляны. Перед смертью Садику и Вукмирович выкрикивали призывы в поддержку партизанского движения.

## Память
- 6 марта 1945 года Рамиз Садику и Боро Вукмирович были посмертно награждены орденом и званием Народного героя Югославии по указу Президиума Антифашистского вече народного освобождения Югославии[1].
- 9 сентября 1945 года Президиум Антифашистского вече народного освобождения Албании по предложению Верховнго главнокомандующего Национально-освободительной армии Албании Энвера Ходжи подписал указ о присвоении Рамизу Садику звания Народного героя Албании[1].
- Образ Боро Вукмировича и Рамиза Садику использовался югославской властью как символ братства и единства сербов и албанцев, вместе боровшихся против общего врага в Косово и Метохии во время Народно-освободительной войны[3]. Их имена носили ряд улиц и школ, а также спортивный центр в Приштине, открытый в 1977 году[3]. Также имя Рамиза Садику носит стадион и футбольный клуб[1][4].
- В 1961 году в Приштине были открыты бюсты Вукмировича и Садику. В 1999 году косовские албанцы убрали бюст Вукмировича, и с тех пор ни сербские, ни албанские общественные активисты не могут добиться возвращения бюста Вукмировича на место[1].
- В 1963 году на месте расстрела Вукмировича и Садику был установлен обелиск с мозаикой и памятной надписью. Авторами были архитектор М. Пецич, скульптор С. Арсич и художник Х. Чатович. В 1999 году обелиск был разбит повстанцами Армии освобождения Косово, а на его месте был поставлен памятник «мученикам» АОК[3].
- Поэт Адем Гайтани посвятил погибшим бойцам песню «Боро и Рамиз». В песне «Капитан Леши» в исполнении Ненада Йовановича, звучавшей также в одноимённом фильме, Рамиз Садику также был воспет как «герой Метохии».
- В школах Косово и Метохии в югославское время дети разучивали песню, в которой звучали такие слова: «Мы два листа с одной ветви, два камня с одной реки, два тела с одинаковой кровью». Эта песня была посвящена Вукмировичу и Садику[3].
- Имя Рамиза Садику носил ракетный катер типа «Кончар», состоявший в ВМС СФРЮ с 1978 года, позже перешедший в ВМС Союзной Республики Югославия, а оттуда в ВМС Черногории. Из-за нехватки средств продан и пущен на слом.